# Milorad Bibić
Milorad Bibić Mosor (Split, 25. srpnja 1952. – Zagreb, 17. veljače 2012.), bio je hrvatski novinar, športski novinar, športski publicist, filmski scenarist, kroničar, pisac, televizijski voditelj, športaš i športski djelatnik.

## Životopis
Rodio se u Splitu, gdje je završio osnovnu školu i gimnaziju "Vladimir Nazor", kao i Fakultet elektrotehnike, strojarstva i brodogradnje (FESB), stekavši zvanje dipl. inženjera elektrotehnike. Umjesto strukom bavio se novinarstvom, prvo u tjedniku Nedjeljnoj Dalmaciji, a potom u dnevniku Slobodnoj Dalmaciji, gdje je bio urednik športske rubrike. Specijalnost mu je bila šport, osobito košarka, o kojoj je pisao i za brojne novine i časopise iz Hrvatske (Sportske novosti, magazin Košarka, Novi list) i drugih republika bivše Jugoslavije (Delo, Oslobođenje). Od sredine 1980-ih pisao je i humorističke priloge za Slobodnu Dalmaciju, Berekin i Žulj.
Kao športski novinar pratio je velika svjetska natjecanja te intervjuirao mnoge poznate osobe iz športskog miljea. Nekoliko godina bio je urednik i voditelj emisije o košarci U koš, u koš na nekadašnjoj lokalnoj televiziji TV Marjanu. 2000-ih je vodio informativno-zabavnu razgovornu emisiju na lokalnoj splitskoj televiziji Kanalu 5 Mosorijadu, u kojoj je ugostio brojne poznate hrvatske uglednike iz športa, glazbe, politike i ine (Tomislav Ivić, Gego...). Surađivao je kao komentator u HTV-ovoj emisiji Nedjeljom u dva.
Bio je košarkaški sudac, delegat na prvoligaškim utakmicama i FIBA-in povjerenik.

## Djela
Napisao je knjigu o slavnome splitskome košarkašu Dinu Rađi Moj galebe, knjigu o prvoligaškim godinama RNK Splita Split je Prva liga te zajedno sa zagrebačkim novinarem Zoranom Kovačevićem životopis poznatog košarkaškoga trenera Mirka Novosela Zlatna košarka Mirka Novosela, monografiju o KK Split Od starog placa do vrha Europe te knjiga o odrastanju u Splitu 60-ih Zakon pjace i o mladenaštvu 1970-ih Zadnja pošta Riva u kojima je romantičarski nostalgično kroničarski zapisao sjećanja na ljude, mjesta i događaje iz Splita, osobito o svojoj voljenoj Tršćanskoj ulici.
Napisao je scenarije za filmove o Frani Matošiću i Vladimir Beari, dvojici legendarnih splitskih nogometaša.

## Nagrade i priznanja
- 1997.: Hrvatski zbor športskih novinara proglasio ga je športskim novinarem godine.
- 2003.: Hrvatski zbor športskih novinara dodijelio mu je godišnju nagradu za športsku publicistiku za knjigu Split je Prva liga.
- 2005.: Hrvatski zbor športskih novinara dodijelio mu je godišnju nagradu za športsku publicistiku za knjigu Zlatna košarka Mirka Novosela.
- 2008.: Hrvatski zbor športskih novinara dodijelio mu je nagradu za životno djelo.[4]

## Vanjske poveznice
- Pokopan Milorad Bibić Mosor, na pogrebu bio i premijer Milanović
- Preminuo legendarni splitski novinar Milorad Bibić Mosor  Arhivirana inačica izvorne stranice od 19. listopada 2014. (Wayback Machine)